# Шерр, Уильям
Уи́льям Га́рольд «Билл» Шерр (англ. William Harold "Bill" Scherr; 27 июля 1961 года, Юрика, Южная Дакота, США) — американский борец вольного и греко-римского стилей, и тренер. По вольной борьбе: чемпион и призёр чемпионатов мира, неоднократный обладатель Кубка мира, бронзовый призёр Олимпийских игр 1988 года. Чемпион США по греко-римской борьбе.

Брат-близнец — Джеймс Шерр, борец вольного стиля, неоднократный обладатель Кубка мира, призёр чемпионатов мира, участник Олимпийских игр 1988 года.

## Спортивная карьера

### Вольная борьба
- Чемпион мира (1985), серебряный призёр чемпионатов мира (1986, 1989), бронзовый призёр чемпионата мира (1987).
- Обладатель Кубка мира (1989, 1990), серебряный призёр Кубка мира (1986, 1988).
- Бронзовый призёр Олимпийских игр 1988 года в Сеуле. На Играх выступал вместе с братом-близнецом Джеймсом Шерром (5-е место).
- Чемпион Панамериканских игр (1987).
- Победитель Панамериканского чемпионата (1989).
- Победитель турнира Суперчемпионат мира (1985).
- Чемпион США (1987, 1988, 1989, 1990, 1992).
- Победитель студенческого NCAA чемпионата США (1984).
- Серебряный призёр чемпионата мира среди юниоров (1982).

### Греко-римская борьба
Чемпион США (1982).

## Тренерская карьера
Ещё в период спортивной карьеры был действующим борцом-тренером, помощником тренера в Индианском университете. Позже стал тренером женской команды США по вольной борьбе. Также был тренером клуба Wrestling Wildcat и помощником тренера в Северо-западном университете.

## Признание
- Член Зала спортивной славы Южной Дакоты.
- В 1998 году введен в Зал национальной славы борьбы США.
- В 2005 году признан американским женским тренером года.
- В 2013 году признан «Человеком года» (премия Майрона Родерика[англ.]), за вклад в развитие борьбы в США.